# Isabelle Durant
Isabelle Durant (Bruxelles, 4 settembre 1954) è una politica belga, ex europarlamentare e vicepresidente del Parlamento europeo dal 2009 al 2014 e cofondatrice del Gruppo Spinelli che difende un'Europa Federale. In Belgio nella politica nazionale ha ricoperto la carica di Vice primo ministro nel governo Verhofstadt I dal 12 luglio 1999 al 5 maggio 2003 e Ministro federale dei trasporti e della mobilità nello stesso periodo per lo stesso governo.
È membro del partito ecologista Ecolo di cui ne è stata segretario federale e portavoce.

## Biografia

### Formazione e percorso professionale
Laureata infermiera, Isabelle Durant ha conseguito un diploma di laurea in politica economica e sociale presso l'Université catholique de Louvain. Ha esercitato nell'insegnamento professionale a Bruxelles e nello sviluppo sociale di quartiere in quartiere multiculturale prima di entrare nella politica attiva.

### Carriera politica
Dal 1994 al 1999 è stata segretario federale nonché portavoce di Ecolo.
Dal 1999 al 2003 è stata viceministro e poi ministro della mobilità e dei trasporti nel governo federale belga, durante il primo mandato di Guy Verhofstadt.
Nel 2003 viene eletta senatrice in Belgio, carica che ricoprirà fino al 2009.
In quell'anno Durant viene eletta al Parlamento europeo, e in seguito viene eletta vicepresidente dell'assemblea. Nel 2012 è stata riconfermata nell'incarico.

### Attuali incarichi
Il 9 giugno 2017 ha annunciato che diventerà vice segretario generale della Conferenza delle Nazioni Unite sul commercio e lo sviluppo (UNCTAD) dal settembre. Lascia pertanto la politica e i suoi mandati in Belgio.

## Pubblicazioni selezionate
- Isabelle Durant, À Ciel Ouvert, Éditions Luc Pire, 2003, 144 p.
- Isabelle Durant & Gesine Schwan, Hymne pour une Europe insoumise – Les citoyens à la manœuvre, Éditions Luc Pire, 2013, 218 p.